# Franck Béria
Franck Béria (* 23. května 1983, Argenteuil, Francie) je francouzský fotbalový obránce, který v současné době hraje ve francouzském klubu Lille OSC.

## Klubová kariéra
Franck Béria hrál v letech 2001–2007 profesionálně za FC Metz, kde působil i v mládežnických týmech. V červenci 2007 přestoupil do Lille OSC.
V sezóně 2010/11 vyhrál s Lille Ligue 1 a také francouzský fotbalový pohár (Coupe de France), získal tak tzv. double.